# کنراد لار
کنراد لار (آلمانی: Conrad Laar؛ ۲۲ مارس ۱۸۵۳ – ۱۱ فوریهٔ ۱۹۲۹) یک شیمی‌دان اهل آلمان بود.